# كارل سوتر
كارل سوتر (بالألمانية: Karl Sutter)‏ هو منافس ألعاب قوى ألماني، ولد في 10 مايو 1914 في بازل في سويسرا، وتوفي في 14 سبتمبر 2003 في Spandau (locality) ‏ في ألمانيا.